# 腊山国家森林公园
腊山国家森林公园，位于鲁西南东平湖与黄河之间的腊山上。面积10908亩。主峰海拔258.4米。
腊山森林公园景点包括金代建筑祥龙观，唐代的云梯，供奉唐代名医孙思邈的药王庙，初建于明代、1995年重修的碧霞元君祠，和“水浒”聚义厅。